# إي. إل. غرانت واتسون
إي. إل. غرانت واتسون (بالإنجليزية: E. L. Grant Watson) (14 يونيو 1885، ستينز في المملكة المتحدة - 21 مايو 1970 في المملكة المتحدة)؛ عالم أحياء وروائي بريطاني. درس في كلية الثالوث.

## روابط خارجية
- إي. إل. غرانت واتسون على موقع IMDb (الإنجليزية)